# Pyromaia acanthina
Pyromaia acanthina is een krabbensoort uit de familie van de Inachoididae. De wetenschappelijke naam van de soort is voor het eerst geldig gepubliceerd in 2001 door Lemaitre, N. H. Campos & Bermúdez.